# キーマカレー

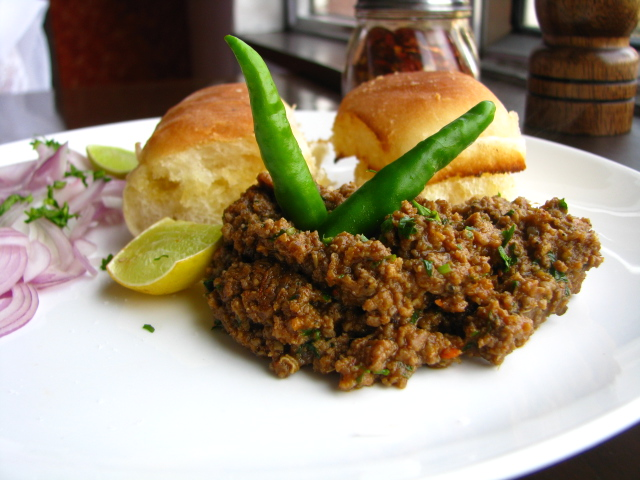
キーマ、ムンバイにて

キーマカレー（Keema Curry, Qeema Curry）は、インド料理・パキスタン料理の一つ。挽肉を用いて作った料理。

## インドとパキスタンのキーマカレー
ヒンドゥスターニー語で「キーマー」（ヒンディー語: क़ीमा, ウルドゥー語: قیمہ, ラテン文字転写: qīmā）は、「細切れ肉」または「挽肉」を意味する。キーマカレーは日本独自の言い方であり、現地の食堂では、ただ「キーマ」とか「キーマー」と言わなければ通じない。また、「挽肉料理」というだけの意味に過ぎず、特定の調理法があるわけではない。広大なインド亜大陸では地域や宗教により素材も料理法も非常に種類が多く、現地では日本のドライカレーとほとんど同じようなものから、煮こんだスープや肉団子のカレーなど、日本で見るキーマカレーとは似ても似つかないものもある。
日本では何の食肉でも素材にされるが、インドとパキスタンでは宗教的な食の禁忌により、羊や山羊もしくは鶏肉を使ったキーマカレーがほとんどで、牛肉・豚肉を使ったキーマカレーは少数派である。インドで多数を占めているヒンドゥー教徒は豚肉を使うことはあっても、神聖な生き物という点で牛肉は使わない。またインドでは1割ほどだがパキスタンでは大多数を占めているイスラム教徒は牛肉を使うことはあっても、不浄な肉という点で豚肉は絶対使わない。そのため、日本でごく普通に売られている牛肉と豚肉の合い挽肉を使ったキーマカレーは、両国民（約17億人）の大多数が口にできなくなる。素材は挽肉のほか、ギー（インドバター）、 タマネギ、 ニンニクやショウガなどのスパイスが使われている。またトマトやナスやジャガイモ、ヒヨコマメなどの野菜を加えたり、グリンピースを添えることも多く、ヒンディー語でキーマー・マタル（कीमा मटर, 挽肉とグリンピース）と呼ぶ。ライスやチャパティとともに食べることが多いが、サモサやナンに詰めて食べることもある。
日本では、スパゲティ・ミートソースや麻婆豆腐の類推、またそのこともあって子どももなじみやすい、加えて昨今のスパイスカレーへの注目といったさまざまな理由により、カレーの中でも人気である。

## 日本のカレー
挽肉で作るドライカレーは日本で独自の発展をしているが、挽肉のカレーという点で一種のキーマカレーといえる。
日本に普及し始めた当時、羊やヤギ肉が手に入りづらかったため鶏肉を使ったキーマカレーが普及した。日本で初めて鶏肉を使ったキーマカレーを出したのは、1954年創業のインド料理店アジャンタといわれている。当時日本ではマトン肉が入手しにくく、その代用としてであった。